# دراسات المرأة

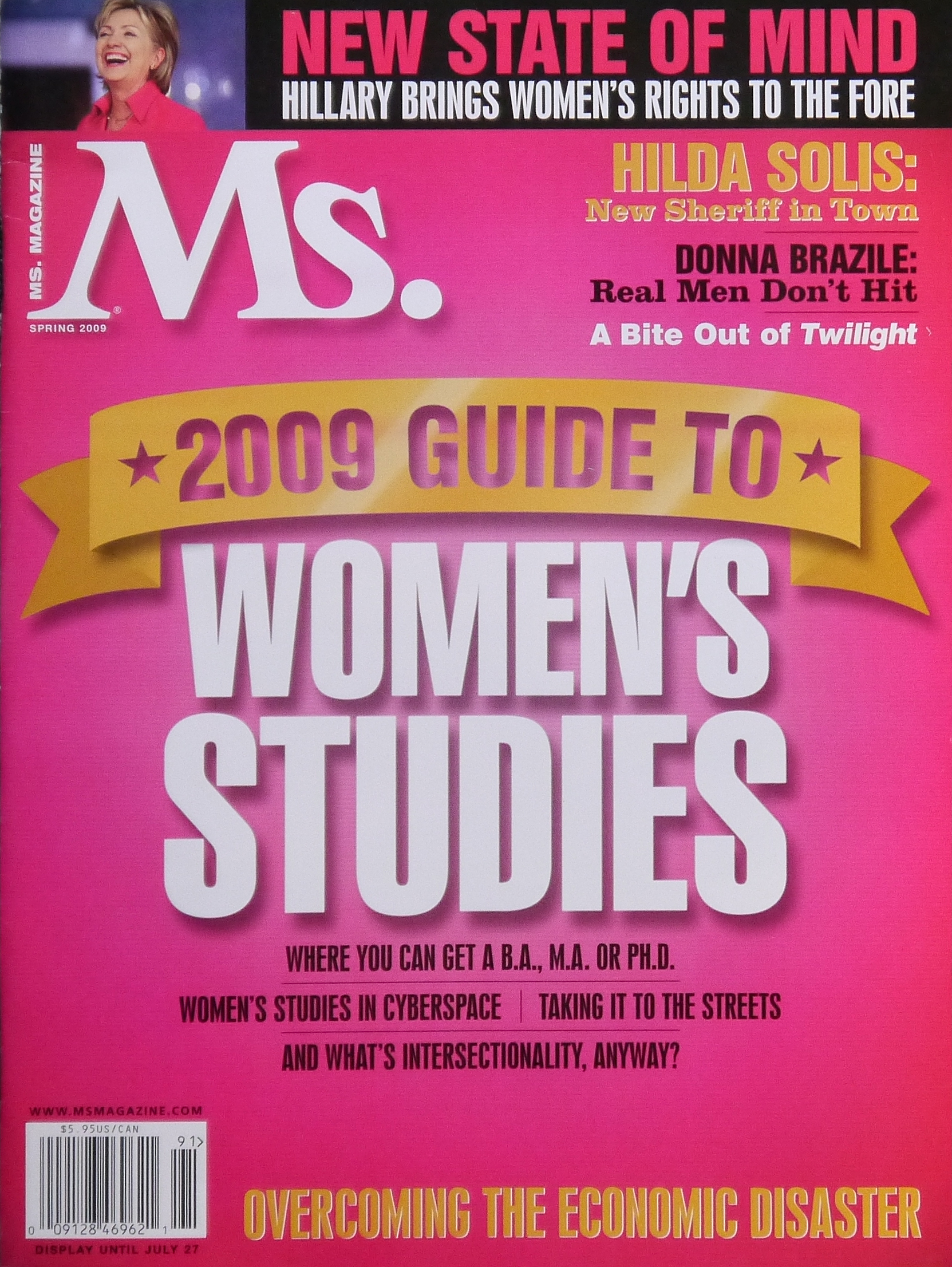

دراسات المرأة، المعروفة أيضًا باسم الدراسات النسائية هي تخصص أكاديمي يهتم بشؤون السياسة والمجتمع والإعلام والتاريخ من منظور النساء و/أو مفهوم نسائي. وتتضمن المنهجيات الشائعة ضمن مجال الدراسات النسائية نظرية وجهة النظر وعملية التقاطع والثقافات المتعددة والمساواة الانتقالية بين الجنسين والأنثوغرافيا العرقية وممارسات القراءة المرتبطة بـالنظرية النقدية وما بعد الهيكلية ونظرية الغرباء. ويقوم هذا المجال ببحث ونقد العادات الاجتماعية المتمثلة في النوع وسلالة وطبقة والجنس وغيرها من مظاهر عدم المساواة الاجتماعية. وهذا المجال يرتبط بشدة بمجال دراسات النوع الأوسع مجالاً.

## معلومات تاريخية

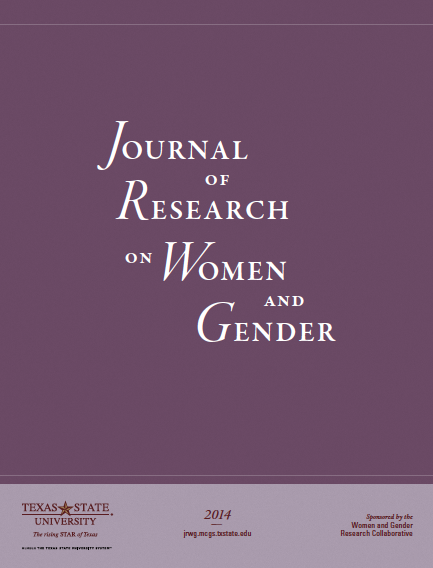
صورة journal of research on women and gender

برزت دراسات النساء إلى الوجود للمرة الأولى كقاعدة أكاديمية منفصلة عن الأقسام الأخرى في أواخر الستينيات من القرن الماضي، مع اكتساب الموجة الثانية من المساواة بين الجنسين لتأثير سياسي في الأكاديمية من خلال فعالية الطلاب وهيئة التدريس. وكتخصص أكاديمي، تمت صياغتها اقتداءً بنموذج الدراسات الأمريكية والدراسات العرقية (مثل الدراسات الأفرو أمريكية) ودراسات الأمريكيين ذوي الأصول المكسيكية التي نشأت قبلها بوقت قصير.
ويعتـبر ـن التأسيس لهذا التخصص هو الأقوى في الولايات المتحدة حيث تم إنشاء أقسام دراسات المرأة أو الدراسات النسوية، والتي غالبًا ما يكون نهجها متعدد التخصصات. مع تطور استخدام مفهوم النوع الاجتماعي، كما تم تطوير أقسام الدراسات الجنسانية لاحقًا. وفي عام 2003 ، كان هناك 600 قسم من هذا النوع في الولايات المتحدة.
وتم عقد أول دورة دراسية معتمدة للدراسات النسائية عام 1969 في جامعة كورنيل. كما تم إنشاء أول برنامجين للدراسات النسائية في الولايات المتحدة عام 1970 في كلية سان دييجو (المعروفة الآن باسم جامعة سان دييجو) وجامعة ولاية نيويورك - بافالو. وقد بدأ برنامج جامعة سان دييجو بعد عام من التنظيم المكثف بواسطة مجموعات رفع الوعي النسائية والتجمعات وتوزيع المطالب وتشغيل دورات دراسية وعروض غير رسمية أو تجريبية أمام سبع لجان وتجمعات. كارول رويل كاونسل كانت هي الطالبة المشاركة في تأسيس هذا البرنامج مع الدكتورة جويس نوير، وهي مدرسة أدب. كما ظهر برنامج جامعة ولاية نيويورك - بافالو كنتيجة لمناقشات قوشة وتنظيم نسائي قادته إليزابيث لابوفسكي كيندي وانبثق في نهاية الأمر متفرعًا من قسم الدراسات الأمريكية. وفي عام 1972، أصبحت كلية سارة لورانس أول مؤسسة تمنح درجات الماجستير في التاريخ النسائي. وطوال مرحلة السبعينيات اللاحقة قامت عدة جامعات وكليات بإنشاء أقسام وبرامج في الدراسات النسائية، وأصبحت مناصب الأستاذ متاحة في هذا المجال الذي لم يكن يتطلب رعاية الأقسام الأخرى.
وفي أواخر القرن العشرين، توفرت دورات الدراسات النسائية في العديد من الجامعات والكليات حول العالم. وهناك استبيان تم إجراؤه عام 2007 بواسطة الجمعية القومية للدراسات النسائية
قام بتضمين 576 مؤسسة تقدم الدراسات النسائية أو الدراسات النوعية على بعض المستويات. واعتبارًا من عام 2012، كانت هناك 16 مؤسسة تمنح درجة الدكتوراه في هذا المجال في الولايات المتحدة. ويمكن العثور على دورات دراسية في المملكة المتحدة من خلال خدمة الالتحاق بالجامعات والكليات.
وفي كندا، تم توفير واحدة من أولى دورات الدراسات النسائية في مدينة تورنتو بجامعة تورنتو، وكذلك في جامعتي مونتريال وووترلو. وتم توثيق تطور هذه البرامج جيدًا في كتاب "Minds of her own: Inventing Feminist Scholarship and Women's Studies in Canada and Quebec, 1966-76"، الذي قامت بتحريره ويندي روبينز وميج لوكستون ومارجريت إيشلر وفرانسين فيسكاريس، وتولى نشره مطبعة جامعة ويلفريد لورييه (2008).
ومن المنتظر أن تحتفل جامعة تورونتو عبر معهد الدراسات النسائية والدراسات النوعية بالذكرى السنوية الأربعين لبرنامجها. فقد تم تقديم أول دورة دراسية هناك في العام 1971 - 1972. ومن المؤسسين المشاركين في البرنامج سيتا رامخالاوانسينغ وكاي أرماتاج. وفي عام 1970 عندما كانت ما تزال طالبة وعضوًا في لجنة الدراسات متعددة التخصصات بالجامعة، عملت سيتا مع فريق من الطلاب الخريجين بهدف الحشد من أجل البرنامج. وقامت مجموعة من الطلاب الخريجين إلى جانب أحد أعضاء هيئة التدريس بتقديم البرنامج الأول في خريف عام 1971. وقد تم توثيق قصة هذا البرنامج بشكل جزئي في مقالين بكتاب "Minds of her own". وقد ساهمت كاي أرماتاج بكتاب "Blood on the Chapel Floor: Adventures in Women's Studies". ويأتي عنوان الكتاب من الحقيقة المتمثلة في أن المكتب وغرفة الحلقات الدراسية المخصصة للبرنامج كانت كنيسة صغيرة بقصر سابق في 97 شارع سانت جورج في حرم سانت جورج لجامعة تورونتو. وقد ساهمت سيتا رامخالاوانسينع بكتاب "Women's Sight: Looking backwards into Women's Studies in Toronto".
كما عرفت دراسات المرأة انتشارا في الدول العربية حيث تم اقتراح ماجستير في دراسات المرأة وعادة ما ترتبط هذه الدراسات بالمجتمع والتنمية. يستغرق البرنامج سنتين، ويركز على دراسات المرأة عامة وفي العالم العربي خاصة. ويتضَّمن البرنامج مقرَّرات متنوعة تشمل: الاقتصاد والنظريات الاجتماعية، ودراسات التنمية والسياسات ذات العلاقة، ودراسات في مجالي القانون والاتصالات.

## المنهجيات والمناهج الدراسية
يمارس أعضاء تدريس الدراسات النسائية مجموعة متنوعة من أصول التدريس. ورغم ذلك، فهناك موضوعات مشتركة للطرق التي يتم بها تدريس العديد من دورات الدراسات النسائية، فبشكل نموذجي تعتمد ممارسات التدريس والتعلم على أصول التدريس النسائية. غالبًا ما تشجع مناهج الدراسات النسائية الطلاب على المشاركة في أنشطة تعلم الخدمات بالإضافة إلى المناقشة والتفكير في مواد الدورة الدراسية. ولا شك أن تطوير القراءة النقدية والكتابة والتعبير الشفهي مهارات أساسية لهذه الدورات الدراسية، والتي يمكن تضمينها في جميع المناهج في الدراسات الإنسانية والعلوم الاجتماعية. وغالبًا ما يكون إلغاء مركزية الأستاذ الجامعي كمصدر للمعرفة أمرًا أساسيًا بالنسبة لثقافة الفصل الدراسي للدراسات النسائية. غالبًا ما تكون الدورات الدراسية أكثر مساواة بين الطلاب من تلك التي تقدم في التخصصات التقليدية، مع التركيز على التحليل النقدي للنصوص وتطوير الكتابة النقدية والتوكيد على التجربة الشخصية ذات المنطق المقنع كمصدر للمعرفة.
منذ سبعينيات القرن الماضي، تبنى علماء الدراسات النسائية مناهج تنتمي لمرحلة بعد الحداثة لفهم النوع من ناحية تداخله مع السلالة والطبقة والعرق والتوجه الجنسي والدين والعمر والقدرة (الإعاقة) لخلق هياكل للسلطة والحفاظ عليها داخل المجتمع. ومع هذا الاتجاه، كان هناك تركيز على اللغة والموضوعية والهيمنة الاجتماعية وكيفية النظر إلى حياة الأفراد بصرف النظرعما يمثلون. ومن الأمور الرئيسية في هذه النظريات الفكرة القائلة بأنه بصرف النظر عما يمثله المرء، فإن النوع والجنس والتوجه الجنسي ليست أمورًا جوهرية، ولكنها نشأت لأسباب اجتماعية.
يتم تضمين برامج الدراسات النسائية في مناهج العدالة الاجتماعية والتصميم المدمجة مع النظرية وكذلك الفعالية خارج الفصل الدراسي. بعض برامج «الدراسات النسائية» تقدم منحًا دراسية داخلية تعتمد على المجتمع مما يتيح للطلاب الفرصة للحصول على فهم أفضل لكيفية تأثير الاضطهاد بشكل مباشر على حياة النساء. وهذه التجربة التي تكونت نظريًا من الدراسات النسائية ونظرية غرابة الأطوار ونظرية النساء السود والدراسات الإفريقية وغيرها من أطر العمل النظرية العديدة تتيح للطلاب الفرصة للتحليل النقدي للتجربة إلى جانب وضع حلول مبتكرة للمشكلات على المستوى المحلي. ورغم ذلك، فقد انتقدت دافني باتاي، من جامعة ماساتشوستس أمهيرست هذا الجانب من برامج الدراسات النسائية، زاعمة أنها تعطي أولوية للشؤون السياسية على التعليم، وحاولت أن تثبت أن «إستراتيجيات أعضاء هيئة التدريس في هذه البرامج قامت بتضمين لغة بوليسية لا تراعي المشاعر وطرق بحثية مؤيدة تعتبر ملائمة للنساء (مثل الطرق النوعية بدلاً من الكمية) وتقديم الدورات الدراسية كما لو كانت جلسات علاجية.» ومن المهم رغم ذلك أن نشير إلى أن العديد من مناهج «الدراسات النسائية» توظف مجموعة متنوعة من الممارسات الفلسفية المعرفية والمنهجية. تتميز الثقافة النسائية بتنوعها واستغلالها للإيجابية والواقعية النقدية ونظرية وجهة النظر في ثقافتها متعددة التخصصات.

## النشاط
إن النشاط النسائي لا يركز فقط على قضايا المرأة بل انتشر ليشمل العديد من الحركات الأخرى بما في ذلك (على سبيل المثال لا الحصر) القضايا البيئية وسياسات الدولة والفن النسائي وقضايا الهوية وتناسلي وقضايا النوع وحقوق الحيوان وحقوق الشواذ جنسيًا وحقوق الأقلية العرقية. هذه الصور من النشاط قد تتضمن كتابة الطابات والمقاطعة والاحتجاج والفنون البصرية والمظاهرات الجسدية والتعليم وكتابة المنشورات. وفي الحركة النسائية الحالية، انتقل التركيز ليتضمن نظرة ورغبة للمساواة للأنظمة والقوى المستبدة الشاملة حول العالم التي تؤثر على جميع أنواع الكائنات. يستكشف النشاط النسائي مجالات التداخل بين التاريخ الاجتماعي والسياسي والثقافي (ضمن المستويات المختلفة الأخرى) ومضاعفاتها ويخصص الوقت والطاقة لتحرير جميع الأشخاص من مظاهر عدم العدالة.
بل إن مجرد دراسة الدراسات النسائية أو كون المرء من دارسيها يمكن النظر إليه كنشاط في حد ذاته. ومن ثم، فبالنسبة لمعظم طلاب الدراسات النسائية، هناك حالة نشاط يشاركون فيها بالفعل. لتبني عملية تطور هيئة الدراسة، من الجوانب الرئيسية لدورات وبرامج الدراسات النسائية الربط بين الفصل الدراسي والتغير الاجتماعي. تركز فصول وبرامج الدراسات النسائية على هياكل توزيع السلطات والاضطهاد وعدم المساواة والمعاناة الاجتماعية. يتم تشجيع الطلاب على الربط بين ما تعلموه وبين مشاركة المجتمع واتخاذ إجراء على أرض الواقع لتبني التحول الاجتماعي الإيجابي. لا يتعلم الطلاب والنشطاء في المجال النسائي فقط ما يتعلق بالاضطهاد في المجتمع بل ينظرون أيضًا إلى احتمالية تحقيق وحدة عالمية بشكل مختلف.

## التعليم
كجزء من النشاط، بدأت معظم الكليات في الولايات المتحدة في تبني أقسام الدراسات النسائية والدراسات النوعية ذات الصلة بها. وتتضمن أبرز المؤسسات التي تفخر بوجود برامج دراسات نسائية على مستوى الطلبة والخريجين نظام UC (جامعة كاليفورنيا) وجامعة إيموري وجامعات أخرى في ولايات ميتشيجان وويسكونسن ونيو جيرسي وكونيكتكت وبنسلفانيا ونيو يورك. ومواقع الويب الخاصة بهذه الجامعات مفتوحة للجمهور وتوفر معرفة ومعلومات عامة حول المجال.
وقد تم تصميم العديد من الدورات الدراسية للدراسات النسائية بحيث تستكشف نقاط التداخل المشتركة بين النوع والموضوعات الأخرى (ونعني بهذا النوع والعلم). في أبحاث النوع والعلم، يتم استكشاف العلوم ونقدها من وجهة نظر نسائية. على سبيل المثال، فإن آن فاوستو - ستيرلنج، أستاذ الأحياء في جامعة براون، تستكشف الأحياء من وجهة نظر نسائية. ومن خلال بحثها نشرت العديد من الكتب حول هذا الموضوع بما يتضمن Sexing the Body: Gender Politics and the Construction of Sexuality عام 2000 وThe Five Sexes: Why Male and Female Are Not Enough.